# Белден (Калифорнија)
Белден (енгл. Belden) насељено је место без административног статуса у америчкој савезној држави Калифорнија.

## Демографија
По попису из 2010. године број становника је 22, што је 4 (-15,4%) становника мање него 2000. године.
| Група             | 2000.       | 2010.      |
| Белци             | 26 (100,0%) | 20 (90,9%) |
| Афроамериканци    | 0 (0,0%)    | 0 (0,0%)   |
| Азијати           | 0 (0,0%)    | 0 (0,0%)   |
| Хиспаноамериканци | 0 (0,0%)    | 0 (0,0%)   |
| Укупно            | 26          | 22         |